# Мил, Джеральд
Джеральд Мил (англ. Gerald A. Meehl; род. 21 мая 1951, Денвер, Колорадо) — американский климатолог, специалист по моделированию климата, а также в области глобального потепления.
Доктор философии, старший научный сотрудник Национального центра атмосферных исследований (NCAR), возглавляет отдел исследований изменения климата.
Являлся членом МГЭИК, автор её первых пяти оценочных докладов.
Отмечен Jule G. Charney Award Американского метеорологического общества (2009).
В Колорадском университете получил степени бакалавра с отличием (1974), магистра (1978) и доктора философии (1987).
Фелло Американского метеорологического общества и Американского геофизического союза (2014). Как участник МГЭИК вместе с коллегами разделил полученную ею Нобелевскую премию мира 2007 года.
Ассоциированный редактор Journal of Climate.